# الجندي الصالح
الجندي الصالح: حكاية عن الحب والشغف هي رواية كتبت عام 1915 للروائي الإنجليزي فورد مادوكس فورد. تبدأ الرواية قبل الحرب العالمية الأولى وتؤرخ لمأساة إدوارد أشبورنهام، الجندي الذي يشير إليه العنوان، وزواجه الذي يبدو مثاليًا، وكذلك قصة زواج صديقين أمريكيين. تُحكى الرواية باستخدام سلسلة من ذكريات الماضي بدون ترتيب زمني، وهي تقنية أدبية شكّلت جزءًا من رؤية فورد الرائدة للانطباعية الأدبية. وظف فورد تقنية الراوي غير الموثوق به[1][1][1][1][1][1] إلى حد كبير حيث أن الشخصية الرئيسية تكشف تدريجياً نسخة من الأحداث مختلفة تمامًا عن تلك في المقدمة. الرواية قائمة على حادثين من الزنا وعلى حياة فورد الشخصية الفوضوية.
كان العنوان الأصلي للرواية هو القصة الأكثر حزنا، ولكن بعد بداية الحرب العالمية الأولى، طلب الناشرون من فورد عنوان جديد. اقترح فورد (بسخرية) الجندي الصالح، والتصق هذا الأسم بالرواية.
في عام 1998، احتلت الرواية المرتبة الثلاثين في تصنف المكتبة الحديثة ضمن قائمة أفضل 100 رواية باللغة الإنجليزية في القرن العشرين. وفي عام 2015، احتلت الرواية المرتبة ال13 في تصنيف هيئة الإذاعة البريطانية (بي بي سي) ضمن قائمتها لأهم 100 رواية بريطانية.

## ملخص القصة
تروي الرواية شخصية جون دويل أحد الأزواج التي تشكل علاقتهم موضوع الرواية. يحكي دويل قصة حل هذه الزيجات وموت ثلاث شخصيات وجنون الرابعة، بطريقة غير مترابطة وبدون تسلسل زمني. وباعتباره راويًا غير موثوق به، يمكن للقارئ أن يفكر فيما إذا كان يصدق دويل ووصفه لكيفية تصاعد الأحداث، وأيضًا في دوره في «القصة الأكثر حزناً على الإطلاق».

### الأحداث
تبدأ الرواية بكلماتها الشهيرة «هذه هي أتعس قصة سمعتها على الإطلاق.» دويل يوضح أنه منذ تسع سنوات هو وزوجته فلورنسا، وأصدقائهم الكابتن إدوارد آشبورنهام («الجندي الصالح» الذي يشير إليه العنوان) وزوجته ليونورا وكانت لديهم صداقة طبيعية ظاهريًا بينما كان إدوارد وفلورنسا يبحثان عن علاج لأمراض القلب في منتجع صحي في باد ناوهايم، ألمانيا.
مع تصاعد الأحداث لا يبدو شيء كما كان في البداية. مرض القلب لدى فلورنسا هو محض خيال من تأليفها لتضمن به أن جون لا يسعى لعلاقة حميمة معها حيث أن الأمر سيكون مرهقًا جدًا لقلبها، ولإبعاده عن غرفة نومها ليلاً حتى تتمكن من مواصلة علاقتها بفنان فرنسي يدعى جيمي. إدوارد وليونورا يمتلكان زواجًا غير متوازن بسبب خياناته المستمرة (جسديًا وعاطفيًا) ومحاولات ليونورا للسيطرة على إدوارد (ماليًا وعاطفيًا). دويل بريء ويقترب من إدراك كم خداعه، حيث كانت فلورنسا وإدوارد على علاقة امام عينيه لمدة تسع سنوات ولم يعلم جون حتى وفاة فلورنسا.
يحكي دويل قصة علاقة إداورد وليونورا والتي تبدو طبيعية للآخرين ولكنها في الحقيقة صراع علي السلطة تفوز به ليونورا، ثم يحكي دويل عن العديد من علاقات إدوارد وعثراته بما في ذلك محاولته البريئة لتهدئة خادم برئ في القطار، وعن علاقته مع سيدة متزوجة تدعي مايسي مايدن، وهي الشخصية الوحيدة في الكتاب التي كانت مشكلتها القلبية حقيقية بلا شك، ويتحدث أيضا عن محاولاته في مونت كارلو وأنتيب مع امرأة تعرف باسم لادوليكت، تنتهي مغازلات ادوارد بتكليفه ثروة من الرشاوي والابتزاز والهدايا لمعشوقاته، مما يجل ليونورا تسيطر علي الشئون المالية لإدوارد، وتعمل علي التخلص من ديونه تدريجا.
إن علاقة فلورانس بإدوارد تقودها الي الانتحار عندما تدرك أن إدوارد يقع في حب حارسته الشابة نانسي روفورد، وأن دويل قد اكتشف علاقتها مع جيمي، وتري فلورنس إدوارد ونانسي في محادثة حميمية، وأثناء عودتها تري جون يتحدث مع رجل كانت تعرفه ويعرف عن علاقتها بجيمي، وبافتراض أن علاقتها بإدوارد وزواجها من جون قد انتهي امرهما قررت ان تنتحر بسيانيد الهيدروجين الذي حملته لسنوات في قنية كان يعتقد جون ان بها ادوية لقلبها، مما أدي لموتها.
إن قصة إدوارد الاخيرة هي أكثرها خزيا، حيث أصبح مفتونا بنانسي التي قد جاءت للعيش معهم بعد ان تركت الدير الذي أرسلها إليه والداها، كانت والدتها مدمنة علي الكحول، وكان والدها الذي يقال عنه لاحقا انه ليس والدها قد أساء معاملتها.إدوارد يتمزق داخليا لانه لا يريد أن يفسد براءة نانسي، ويرتب لإرسالها إلي الهند للعيش مع والدها على الرغم من أن هذا يخيفها بشكل رهيب، وبمجرد ان عرفت ليونورا أن ادوارد ينوي إبقاء شغفه انانسي عفيفا، وانه يريد فقط أن تستمر نانسي في حبه من بعيد تقوم بتعذيبه بجعل هذه الرغبات مستحيلة، حيث تتظاهر بأنها تطلقه حتي يتمكن من الزواج من نانسي وفي نفس الوقت تخبر نانسي عن تاريخه الجنسي القذر، مما يدمر حب نانسي البرئ له. بعد رحيل نانسي تلقي إدوارد برقية من بلدها تقول «برينديزي آمنه وبها اوقات صاخبة وجميلة، نانسي».بعدها طلب إدوارد من دويل أن يأخذ البرقية إلي زوجته، ويخرج السكين ثم يقول أنه قد حان وقت راحته وبعض الشقوق في حلقه، عندما تصل نانسي إلي عدن وتري النعي في الصحيفة تصاب بحالة من شذوذ الحركة.
كتب دويل الجزء الأخير من الرواية في مؤسسة إدوارد القديمة حيث يعتني بنانسي، والتي لا يستطيع الزواج منها بسبب مرضها العقلي.نانسي قادرة علي تكرار أمرين فقط: عبارة لاتينية تعني «أنا أؤمن بإله القدر» وكلمة «الريشة» يقول دويل ان القصة حزينة لأن لا أحد حصل علي ما يريد. أرادت ليونورا الزواج من إدوارد، ولكنها خسرته، وتزوجت من رودنى بيهام في النهاية. ومن ناحية آخرى، أراد إدوارد نانسى ولكنه فقدها أيضاً. وأراد دويل زوجة، ولكن انتهى به المطاف بالزواج من ممرضه.
ينتهى الأمر دوماً بعدم اتفاق دويل حول ما كام يجب إلقاء اللوم عليه، ولكنه في النهاية، أدرك تعاطفه مع إدوارد؛ لأنه يشبهه. والحقيقة هي أنه قد تم فصلة وهو متلصص. في حين أن الشخصيات الآخرى مُعِيبه، وهو لم يشارك أبداً في الحياة، وكشف عن الأبرياء الحمقى التي يمثلها بنفسه عندما يمشى في طريقة متخلفاً إدوارد ليقطع رقبته بسكين صغير جداً.

### تحليل النص
تشمل الرواية تناقضات روائية ومن المحتمل أن تجد عناصر مؤامرة مختلفة ومتخفية. على سبيل المثال يتزوج «دويل» من وريثة يبدو عليها قلب سيئ، ويقول مراراً وتكراراً أنه ليس لدية أي حاجه أو اهتمام بأموالها. وهذا يوضح انه قد يجادل المرء بأنه يحتج على عدم اهتمامه أكثر من اللازم. ولكن في النهاية، تموت فلورنسا ويدعى دويل أنها انتحرت. إذا قام القراء بتعليق ثقتهم في الراوى، فيمكن أن يترك بعضهم انطباعاً بأن الراوى يعتصر، وتموت زوجته ولا يفعل أي شئ لمنعها تماماً كما يفعل في الكتاب بأكمله. وهكذا، خلف السرد الأكثر أو أقل صراحة، تتربص رواية مضادة محتملة يكون فيها دويل شخصاً اجتماعياً، ولا يعتنى الا نفسه. بينما يعيش ايضاً كمراقب للآخرين الذين يعيشون بشكل أكثر كمالاً ولا ينخرطون بشكل مكثف في الحياة. وبالفعل، ربما كان أحد الملصصين يستهزئ بوفاة الآخرين. وستكون هذه قصة رجل يجب أن يقرر ما إذا كان ضحية شخص خادعاً أو مناوراً بلا قلب لمشاعر القارئ.
من المفترض أن فلورنسا تسممت بطريقة مؤلمه، ويُفترض أن إدوارد قطع حنجرته، ولكن كما هو الحال دائماً في هذه الرواية، ليس لدينا سوى كلمة دويل عن ذلك، وهو يجشد «الراوى غير الموثوق». يجب على القارئ أن يقرر مدى الحقيقة التي يكشف عنها دويل. حتى أن بعض المعلقين أشاروا إلى أن دويل، الذي يقدم نفسه على أنه سلبياً من قبل الجميع، يقبل كلاً من فلورنسا وإدوارد. من وجهة النظر هذة، فإن القصة بأكملها هي تبريره للقيام بذلك دون اعترافه بذنبه.

## الشخصيات الرئيسية
جون دويل: الراوي وزوج فلورنسا. هو أحد أفراد جماعه أمريكيه بروستاتنيه هو إما رجل ساذج وعاطفى لا يستطيع قراءة مشاعر الناس من حولة أو مناور رئيسى يلعب بالضحية.
فلورنسا دويل: هي زوجة جون دويل، وامرأه متلاعبه، غير مخلصة، تستغل دويل بسبب أمواله، بينما تتابع شؤونها في الجانب. إنهما امرأة مزيفة، منزوعة القلب، تستخدم زوجها كوسيلة للحصول على ما تريد ولديها علاقة منذ وقت طويل مع إدوارد.
إدوارد أشبورنهام: صديق دويلز وزوج ليونورا. أشبورنهام رومانسي يأيس يظل واقعا في حب النساء اللواتي يقابلهن. هو في ناوهييم لعلاج مشكلة في القلب، ولكن هذا المرض ليس حقيقيا، اعتاد استخدامه كذريعة لمتابعة مريضة قلب إلى ناوهييم. هو عكس دويل، رجل متعطش، فيزيائي، عاطفي.
ليونورا أشبورنام: زوجة إدوارد بزواج كان ترتيبه من قبل آبائهم. ليونورا تأتي للاستياء من مغازلة ادوارد بقدر تأثيرها على حياتها كما علي زواجها وتفرض المزيد والمزيد من السيطرة على إدوارد حتى يموت.
نانسي روفورد: الجناح الشاب في آشبورنهامز. يقع إدوارد في حب نانسي بعد إصابته بفلورنسا. في النهاية، يرتب إدوارد لنانسي أن يتم إرسالها إلى الهند للعيش مع والدها، لكنها غضبت في الطريق عندما علمت بوفاة إدوارد.
لادولتشيكيتا: راقصة أسبانية (عشيقة الدوق الأكبر) أول علاقة جنسية لإدوارد. على الرغم من أنه يعتقد أنه مرتبط بها عاطفياً، إلا أنه سرعان ما يصاب بخيبة الأمل بسبب عطشها لأمواله.
مايزي ميدان: امرأة شابة جميلة متزوجة من إدوارد الذي وقع في حبها. تدفع ليونورا مقابل علاجها بسبب قلبها الضعيف في نوهايم، وهي تعلم أن إدوارد سيتبعها هناك. يتوقف قلب مايزي بعد سماعها فلورنس وإدوارد يتحدثان عنها بشكل مهين وتموت.

## تحليل الشخصية
إلى أي مدى يمكننا الحكم على خصائص الرواية عندما كان دويل راويًا غير موثوق به؟ والسؤال الذي يجب أخذه في الاعتبار هو ما إذا كان قد قدم نفسه في ضوء حقيقي، أو تلاعب في وصفه للأحداث لمنع القارئ من اكتشاف شخصيته الحقيقية.
يعترف دويل بأن افتراضاته وتوصيفات الأشخاص في حياته قد تكون معيبة. سواء كان ذلك بسبب الشعور بالذنب، أو محاولة إعادة تشكيل التاريخ لصالحه، فلا توجد إجابة واضحة.

## الاقتباسات
تم تكييف الرواية فيفيلم تلفزيوني يحمل نفس العنوان من قبلتلفزيون غرناطة في عام 1981. قام ببطولته جيريمي بريت، فيكيري تيرنر، روبن إليس وسوزان فليتوود. وقد أخرجه كيفين بيلنجتون وكتبه جوليان ميتشل. في الولايات المتحدة تم بثه كجزء من سلسلة مسرح ماستربيس .
تم تعديل الرواية ككتابBBC Radio 4 في Bedtime by Lu Kemp في عام 2008، قرأه توبي ستيفنس وإنتاج كيرستي وليامز.

## روابط خارجية
- الجندي الصالح على موقع الموسوعة البريطانية (الإنجليزية)